# Der Vampyr
Der Vampyr (Vampyren) är en opera i två akter med musik av Heinrich Marschner och libretto av August Wohlbrück (Marschners svåger) byggd på pjäsen Der Vampir oder die Totenbraut (1821) av Heinrich Ludwig Ritter, som i sin tur byggde på novellen The Vampyre (1819) av John Polidori.

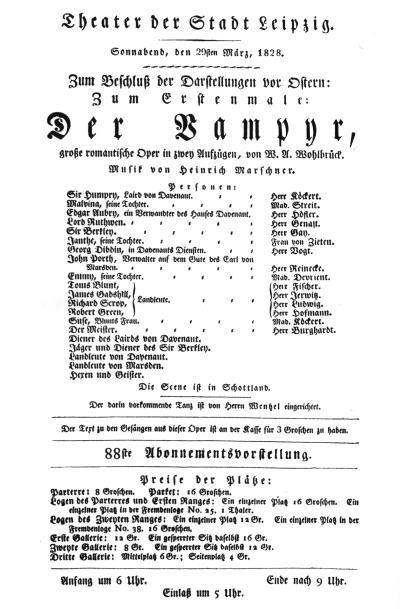
Premiäraffischen

## Historia
Det övernaturliga var en dominerande ådra inom tysk kultur i början av 1800-talet. Carl Maria von Webers Friskytten var den fjärde versionen av ämnet, Mary Shelleys Frankenstein (1818) översattes till tyska året därpå och 1822 sattes en pjäs upp i Dresden byggd på Polidoris novell The Vampyre - en föreställning som Marschner bevistade. Operan skrevs mellan åren 1827-28 och hade premiär 29 mars 1828 i Leipzig med Marschner själv som dirigent. Sverigepremiären kom inte förrän 2018 på Läckö slott, då med svensk text av Catarina Gnosspelius.

## Personer
- Lord Ruthven, vampyren (baryton)
- Sir Humphrey Davenaut (bas)
- Malwina, hans dotter (sopran)
- Sir Edgar Aubry (tenor)
- Sir John Berkley (bas)
- Janthe, hans dotter (sopran)
- George Dibdin, en tjänare hos Davenaut (tenor)
- Emmy Perth (sopran)
- Toms Blunt (baryton)
- Suse, hans hustru (mezzosopran)
- James Gadshill (tenor)
- Richard Scrop (tenor)
- Robert Green (bas)
- Vampyrmästaren (talroll)
- John Perth (talroll)

## Handling

### Akt I
Vampyren lord Ruthven får veta av vampyrmästaren att han måste offra tre jungfrur inom 24 timmar om han vill förbli odödlig ett år till på jorden. När han lämnas ensam sjunger Ruthven sin öppningsaria "Ha! Noch einen ganzen Tag!" 
Han attackerar och mördar den första, Janthe, i sin grotta i skogen precis då hennes far Berkley anländer för att söka efter henne. Ruthven blir dödligt sårad av fadern men Aubry, som en gång räddades till livet av Ruthven och därigenom står i skuld till denne, finner honom ensam döende på marken. Han blir ombedd att återuppliva Ruthven genom att dra ut honom i månljuset. Vid denna önskan inser Aubry att Ruthven i själva verket är den fruktade vampyren det ryktats om, men Ruthven som inser att han blivit avslöjad fäller en förbannelse över Aubry. Förbannelsen innebär att vad Aubry än hör, ser eller ens anar om Ruthvens verkliga gestalt, att han skall tiga om det resten av sitt liv. Om Aubry skulle bryta denna ed kommer han själv tvingas förvandlas till vampyr vid sin död. 
Efter att ha räddat mördaren blir Aubry chockerad då han får reda på att Davenaut ämnar gifta bort sin dotter Malwina, Aubrys älskade, till Lord Ruthven.

### Akt II
George och Emmy ska precis till att fira sitt bondbröllop då Ruthven anländer för att ta henne som sitt andra offer. Innan Ruthven lyckas få bruden ensam hos sig blir han tagen åt sidan av Aubry som hotar Ruthven att avslöja honom om han inte avstår Malwina. Ruthven avslöjar då sin egen historia för Aubry, att hans själv tänkt som Aubry. 
Efter att den då mänskliga Lord Ruthven bröt sin ed levde han ett lyckligt liv. Gifte sig och fick två barn, en son och senare en dotter. Efter hans död tvingades han tillbaka till jorden av Gud på grund av sitt brott. Han fylldes av helvetisk törst och innan han insåg vad han gjort hade han mördat hela sin familj. Lämnad ensam står en chockad Aubry ensam och vet inte vad han ska göra för att rädda sin älskade. 
Lämnad ensam med Emmy skrider Ruthven till verket och fäller sitt andra offer. George lyckas inte förhindra katastrofen men han hinner skjuta vampyren då denne försöker att fly från platsen. Ruthven tar sig till månskenet och överlever ännu en gång. Som sitt tredje offer beger sig Ruthven till Malwina och det stundande bröllopet. Aubry förhalar ceremonin och avslöjar Ruthven som vampyr precis då klockan slår tolv och Ruthven förgörs från de levandes värld.